# Calls
Calls é uma série de televisão de suspense e mistério estadunidense baseada na série francesa homônima criada por Timothée Hochet. A versão em inglês foi criada por Fede Álvarez e é uma coprodução entre a Apple TV+ e a rede francesa Canal+. Estreou em 19 de março de 2021 na Apple TV+.

## Premissa
Contadas através de uma série de conversas telefônicas interconectadas, essas conversas narram a misteriosa história de um grupo de estranhos cujas vidas são jogadas em desordem no período que antecedeu um evento apocalíptico.
Calls permite que "o público experimente histórias curtas por meio de fontes de áudio da vida real e visuais mínimos".

## Elenco
- Aaron Taylor-Johnson como Mark
- Aubrey Plaza como Dra. Rachel Wheating
- Ben Schwartz como Andy
- Clancy Brown como General Wilson
- Danny Huston como Frank
- Danny Pudi como Dr. Burman
- Edi Patterson como Darlene
- Gilbert Owuor como Craig
- Jaeden Martell como Justin
- Jenica Bergere como Mãe
- Jennifer Tilly como Mamãe
- Joey King como Skylar
- Johnny Sneed como Perry
- Judy Greer como Alexis
- Karen Gillan como Sara
- Laura Harrier como Layla
- Lily Collins como Camilla
- Mark Duplass como Patrick
- Nick Jonas como Sam
- Nicholas Braun como Tim
- Paola Nuñez como Ana
- Paul Walter Hauser como Floyd
- Pedro Pascal como Pedro
- Riley Keough como Rose
- Rosario Dawson como Katherine
- Stephen Lang como Dr. Wheating[3]

## Produção
Em 21 de junho de 2018, foi relatado que a Apple havia dado à produção um pedido de série para uma primeira temporada composta por dez episódios. A série, que é uma adaptação em inglês da série francesa Calls, foi criada pelo criador da série original Timothée Hochet. O programa é uma coprodução entre a Apple TV+ e a rede francesa Canal+. Juntamente com o anúncio do pedido da série da Apple, foi confirmado que a empresa havia adquirido os direitos da temporada existente da série original francesa.

## Recepção
No agregador de resenhas Rotten Tomatoes, a série tem um índice de aprovação de 95% com base em 20 críticas, com uma nota média de 8,40/10. O consenso do site diz: "Relembrando as séries envolventes do apogeu do rádio, Calls tece um mistério assustador com performances vocais fantásticas e um ambiente inquietante - deixando a narrativa visual se desenrolar na imaginação horrorizada dos telespectadores".